# Mohammad Najibollah
Mohammad Najibollah Ahmadzai (även Najibullah), född 6 augusti 1947 i Kabul i Afghanistan, död 28 september 1996 i Kabul, var Afghanistans president 1987–1992. Han dödades 1996, i samband med talibanernas maktövertagande.

## Biografi

### Tidiga år, exil
Najibollah föddes 1947 i en pashtunsk medelklassfamilj i Gardez, i den östliga provinsen Paktia. Han tillbringade stora delar av uppväxten i den pakistanska gränsstaden Peshawar. Fadern var en tjänsteman och representant för den afghanska regimen i staden, med uppdrag att samordna de inbördes stridande stammarna i gränsområdet.
Najibollah tog gymnasieexamen i Kabul 1965, varefter han under tio års tid studerades medicin vid universitetet i Kabul. Han tog läkarexamen men verkade sedan aldrig inom yrket. Under studietiden blev han studentledare för Parcham-flygeln av det färska afghanska kommunistpartiet (som han blev medlem av 1965). Under denna tid fick han tillbringa tid i fängelse vid två tillfällen – det ena efter att ha kastat ägg på den besökande Spiro Agnews (tidigare amerikansk vicepresident) bil.
Under åren då den rivaliserande Khalq-flygeln inom kommunistpartiet hade styrt partiet, gick Najibollah i "exil", ett tag som ambassadör i Iran. Han avvek senare till Östeuropa.

### KHAD-chef, president
1979 återvände Najibollah till Afghanistan som del av den nya Sovjet-stödda och Parcham-dominerade regimen ledd av Babrak Karmal. Najibollahs lojalitet belönades när han samma år utsågs till ledare för regimens säkerhetspolis KHAD.
Najibollah avancerade 1986, med sovjetisk assistans, till rollen partichef. 1986/1987 efterträdde han Babrak Karmal som landets president, medan denna officiellt lämnade landet "av hälsoskäl". 
Under Najibollahs regering lämnade de sovjetiska styrkorna landet, och 1989 var det afghansk-sovjetiska kriget över för Sovjetunionens del. Najibollah fortsatte också sin företrädares misslyckade fredstrevare med Mujahedin, samtidigt som hans position försvagades. Najibollah lyckades dock hålla sig kvar vid makten på grund av de olika mujahedin-fraktionernas brist på samordning samt egen politisk skicklighet.

### De sista åren
Den muslimska antikommunistiska gerillan (Mujahedin) tog slutligen makten i landet våren 1992, och därefter följde åratal av inbördeskrig mellan en rad fraktioner. Under denna tid var Najibollah och hans bror Shahpur Ahmadzai i praktiken under husarrest på en FN-anläggning i huvudstaden Kabul, endast beskyddade av FN mot de nya makthavarna i landet. Försök att transportera Najibollah ut ur landet (där hans fru och deras tre döttrar redan befann sig) misslyckades.
När de segrande talibanstyrkorna intog huvudstaden Kabul den 28 september 1996 infångade de Najibollah och hans bror Shahpur. Båda männen torterades, kastrerades och sköts; därefter hängdes från ett trafikljus i centrala Kabul. Talibanernas motiv till mordet var att Najibollah skulle vara "folkets mördare". Han hade efter sina år som KHAD-chef fått många fiender i landet, och han sades ha varit inblandad i avrättandet av flera hundra meningsmotståndare.
Mohammed Najibollah ligger begravd i  provinsen Paktia i Afghanistan.